# Лукас Чавес (болівійський футболіст)
Лукас Чавес (ісп. Lucas Chávez; нар. 17 квітня 2003, Санта-Крус-де-ла-Сьєрра) — болівійський футболіст, півзахисник, який грає на правах оренди в саудівському клубі «Ат-Таавун» з клубу «Болівар», а також у національній збірній Болівії. Чемпіон Болівії.

## Клубна кар'єра
Лукас Чавес народився 2003 року в місті Санта-Крус-де-ла-Сьєрра, та є вихованцем футбольної школи клубу «Болівар». Дорослу футбольну кар'єру розпочав 2021 року в основній команді того ж клубу, у складі якої в 2022 році став чемпіоном Болівії. У 2024 році керівництво клубу вирішило віддати Чавеса в річну оренду до саудівського клубу «Ат-Таавун».

## Виступи за збірні
З 2023 року Лукас Чавес грає у складі молодіжної збірної Болівії. На молодіжному рівні зіграв у 8 офіційних матчах, забив 1 гол.
У 2023 році Чавес дебютував в офіційних матчах у складі національної збірної Болівії. У складі збірної був учасником розіграшу Кубка Америки 2024 року у США. Станом на кінець жовтня 2024 року зіграв у складі національної збірної 7 матчів, у яких забитими м'ячами не відзначився.

## Титули і досягнення
- Чемпіон Болівії (1):

«Болівар»: 2022